# Премия TVyNovelas за лучший оригинальный сценарий или адаптацию
Премия TVyNovelas за лучший оригинальный сценарий или адаптацию (исп. Mejor guion o adaptación ) — престижная ежегодная награда лучшему сценаристу теленовелл производства телекомпании Televisa, присуждаемая в рамках премии TVyNovelas.
На премию номинируется сценарист или группа сценаристов за создание оригинального сценария или же адаптацию уже существующего. Адаптация сценария базируется на основе какого-либо литературного произведения (роман, пьеса, рассказ и т. д.) или другой теленовеллы. Первая премия в этой номинации была вручена в 1986 году Марии Сараттини за сценарий к теленовелле «Единокровка».

## Терминология
По мнению лингвиста и переводчика Д. И. Ермоловича, термин «adaptación» следует переводить как «экранизация».

## Номинанты и победители
В списке приведены сведения о номинантах и победителях, сгруппированные по церемониям (годам) и десятилетиям. В таблицы включены имена сценаристов и названия теленовелл, за которые получена номинация.
Победители каждого года указаны первыми в списке, выделены полужирным шрифтом на золотом фоне.

### 1980-е
| Год  | Название теленовеллы | Автор(ы) сценария или адаптации |
| ---- | -------------------- | ------------------------------- |
| 1986 | Единокровка          | Мария Сараттини                 |
| 1986 | Никто, кроме тебя    | Мария Сараттини                 |
| 1986 | Анхелика             | Марисса Харридо                 |
| 1986 | Пожить немножко      | Паулиньо де Оливейра            |
| 1986 | Хуана Ирис           | Рикардо Рентерия                |
| 1987 | Волчье логово        | Карлос Олмос                    |
| 1987 | Душевные раны        | Лилиана Абуд                    |
| 1987 | Секретная тропа      | Хосе Рендон и Эмилио Ларроса    |
| 1987 | Ад и слава           | Антонио Монсель                 |
| 1988 | Пятнадцатилетняя     | Рене Муньос                     |
| 1989 | Любовь в тишине      | Лилиана Абуд и Эрик Вонн        |

### 1990-е
| Год  | Название теленовеллы   | Автор сценария или адаптации                     |
| ---- | ---------------------- | ------------------------------------------------ |
| 1990 | Моя вторая мама        | Эрик Вонн                                        |
| 1991 | Судьба                 | Мария Сараттини                                  |
| 1992 | Чудо и волшебство      | Флоринда Меса                                    |
| 1993 | На встречу солнцу      | Рене Муньос                                      |
| 1995 | Полёт орлицы           | Энрике Краусе и Фаусто Серон-Медина              |
| 1996 | Алондра                | Иоланда Варгас Дульче                            |
| 1997 | В плену страсти        | Хосе Куаухтемок Бланко и Мария дель Кармен Пенья |
| 1998 | Ад в маленьком городке | Хавьер Руан                                      |
| 1998 | Мария Исабель          | Иоланда Варгас Дульче                            |
| 1998 | Мне не жить без тебя   | Рене Муньос                                      |
| 1999 | Ложь                   | Нора Алеман                                      |

### 2000-е
| Год  | Название теленовеллы    | Автор сценария или адаптации                        |
| ---- | ----------------------- | --------------------------------------------------- |
| 2000 | Лабиринты страсти       | Хосе Куаухтемок Бланко и Мария дель Кармен Пенья    |
| 2001 | Обними меня крепче      | Лилиана Абуд                                        |
| 2004 | Истинная любовь         | Мария Сараттини                                     |
| 2005 | Руби                    | Химена Суарес и Вирхиния Кинтана                    |
| 2008 | Очищенная любовь        | Фернандо Гаитан, Кари Фахер и Херардо Луна          |
| 2008 | Страсть                 | Мария Сараттини                                     |
| 2008 | Я люблю Хуана Керендона | Габриэла Ортигоса, Антонио Абаскал и Мигель Вальехо |
| 2009 | Железная душа           | Адриан Суар, Аида Гуахардо и Химена Суарес          |
| 2009 | Осторожно с ангелом     | Делия Фиальо, Карлос Ромеро и Тере Медина           |
| 2009 | Огонь в крови           | Лилиана Абуд и Рикардо Фиальеха                     |

### 2010-е
| Год  | Название теленовеллы               | Автор сценария или адаптации                                                        |
| ---- | ---------------------------------- | ----------------------------------------------------------------------------------- |
| 2010 | Мой грех                           | Хосе Куаухтемок Бланко, Мария дель Кармен Пенья и Виктор Мануэль Медина             |
| 2010 | Во имя любви                       | Кристина Гарсия и Марта Каррильо                                                    |
| 2010 | Пока деньги не разлучат нас        | Фернандо Гаитан и Эмилио Ларроса                                                    |
| 2012 | Сила судьбы                        | Мария Сараттини и Клаудия Веласко                                                   |
| 2012 | Два очага                          | Эмилио Ларроса, Рикардо Барона и Сауль Перес Сантана                                |
| 2012 | Та, кто любить не умела            | Химена Суарес, Хулиан Агилар и Джанели Ли                                           |
| 2013 | Свирепая любовь                    | Марта Каррильо, Кристина Гарсия и Денисс Файффер                                    |
| 2013 | Бездна страсти                     | Хуан Карлос Алкала, Роса Саласар и Фермин Суньига                                   |
| 2013 | Для неё я Ева                      | Педро Родригес, Алехандро Ромеро и Умберто Роблес                                   |
| 2014 | Настоящая любовь                   | Кари Фахер, Химена Суарес, Херардо Луна и Хулиан Агила                              |
| 2014 | Непокорное сердце                  | Карлос Ромеро и Тере Медина                                                         |
| 2014 | Лгать чтобы выжить                 | Мария Сараттини и Клаудия Веласко                                                   |
| 2015 | Та, кто жизнь у меня украла        | Хуан Карлос Алкала, Роса Саласар и Фермин Суньига                                   |
| 2015 | Цвет страсти                       | Хосе Куаухтемок Бланко и Мария дель Кармен Пенья                                    |
| 2015 | Моё сердце твоё                    | Марсия дель Рио, Алехандро Похленс и Пабло Феррер                                   |
| 2015 | Я не верю мужчинам                 | Аида Гуахардо и Фелипе Ортис                                                        |
| 2016 | Не отпускай меня                   | Марта Каррильо и Кристина Гарсия                                                    |
| 2016 | Лучше умереть, чем быть как Личита | Педро Армандо Родригес, Алехандро Ромеро Меса, Умберто Роблес и Эктор Валдес        |
| 2016 | Тень прошлого                      | Антонио Абскаль                                                                     |
| 2016 | Соседка                            | Эдвин Ванесия, Лусеро Суарес, Кармен Сепулведа и Луис Рейносо                       |
| 2016 | Итальянка собирается замуж         | Мария Эухения Сервантес, Луис Мариани, Марио Иван Санчес, Мариана Палос и Роси Лара |
| 2017 | Кандидатка                         | Леонардо Бечини                                                                     |
| 2017 | Отель секретов                     | Мария Рени Пруденсио                                                                |
| 2017 | Без следа                          | Карлос Куинтанилья и Адриана Пелуси                                                 |
| 2017 | Дорога к судьбе                    | Мария Антоньета Гутьеррес                                                           |
| 2017 | Вино любви                         | Джанели Ли                                                                          |
| 2018 | Поддаться искушению                | Леонардо Бечини                                                                     |
| 2018 | Влюбиться в Рамона                 | Лусеро Суарес, Кармен Сепулведа, Эдвин Валенсия и Луис Рейносо                      |
| 2018 | Двойная жизнь Этелы Каррильо       | Клаудия Веласко и Педро Армандо Родригес                                            |
| 2018 | Я признаю свою вину                | Хуан Карлос Алкала, Роса Саласар и Фермин Суньига                                   |
| 2018 | У моего мужа есть семья            | Эктор Фореро, Пабло Феррер и Марта Хурадо                                           |
| 2019 | Любить до смерти                   | Леонардо Падрон                                                                     |
| 2019 | Дочери луны                        | Алехандро Похленес и Пальмира Олхуин                                                |
| 2019 | Любовь вне закона                  | Моника Ахудело, Хосе Альберто Кастро, Ванесса Варела и Фернандо Гарсилитиа          |
| 2019 | Like                               | Мария Балмори                                                                       |
| 2019 | Семья моего мужа стала ещё больше  | Пабло Феррер, Сантьяго Пинеда и Марта Хурадо                                        |

## Рекорды и достижения
- Сценарист, получивший наибольшее количество наград (4):
  - Мария Сараттини[исп.]
- Сценаристы, выигравшие во всех своих номинациях (2):
  - Кари Фахер
  - Леонардо Бечини
- Сценарист, имеющий самое большое количество номинаций (7):
  - Мария Сараттини[исп.]
- Сценарист с самым большим количеством не выигранных номинаций (3):
  - Педро Армандо Родригес[исп.]
- Самые молодые победители в номинации (31 год):
  - Мария Сараттини[исп.]
  - Эрик Вонн[исп.]
- Самый молодой номинант на премию:
  - Мария Сараттини[исп.] — 31 год
- Самый старший победитель в номинации:
  - Иоланда Варгас Дульче — 70 лет
- Самый старший номинант на премию:
  - Делия Фиальо — 85 лет
- Сценарист, победивший с самым маленьким интервалом между победами:
  - Леонардо Бечини(Кандидатка, 2017 и Поддаться искушению, 2018) — 1 год
- Сценарист, победивший с самым большим интервалом между победами (5 лет):
  - Мария Сараттини[исп.] (Единокровка, 1986 и Судьба, 1991)
  - Рене Муньос (Пятнадцатилетняя, 1986 и На встречу солнцу[исп.], 1993)
- Сценаристы, победившие за написание сценария по одной и той же истории:
  - Мария Сараттини[исп.] (Единокровка, 1986) и Марта Каррильо[исп.] / Кристина Гарсия[исп.] / Денисс Файффер (Свирепая любовь[исп.], 2013)
  - Лилиана Абуд / Эрик Вонн[исп.] (Любовь в тишине[исп.], 1989) и Марта Каррильо[исп.] / Кристина Гарсия[исп.] (Не отпускай меня[исп.], 2016)
- Сценаристы-иностранцы, победившие в номинации:
  - Мария Сараттини[исп.] — Италия
  - Рене Муньос — Куба
  - Эрик Вонн[исп.] — Гватемала
  - Фернандо Гаитан[исп.] — Колумбия
  - Адриан Суар[исп.] — США
  - Леонардо Падрон[исп.] — Венесуэла